# J. David Stem
J. David Stem, född i Durham i North Carolina, är en amerikansk manusförfattare.

## Filmografi
- The Rugrats Movie (1998)
- Jimmy Neutron: Underbarnet (2001)
- Clockstoppers (2002)
- Shrek 2 (2004)
- Are We There Yet? (2005)
- Daddy Day Camp (2007)
- Smurfarna (2011)
- Smurfarna 2 (2013)